# Psydrax fragrantissima
Psydrax fragrantissima är en måreväxtart som först beskrevs av Karl Moritz Schumann, och fick sitt nu gällande namn av Diane Mary Bridson. Psydrax fragrantissima ingår i släktet Psydrax och familjen måreväxter. Inga underarter finns listade i Catalogue of Life.